# Shannonomyia (Shannonomyia) gurneyana
Shannonomyia (Shannonomyia) gurneyana is een tweevleugelige uit de familie steltmuggen (Limoniidae). De soort komt voor in het Neotropisch gebied.